# Gao Kegong
Gao Kegong (äldre transkribering Kao Ko-kung), var en kinesisk målare, verksam under senare hälften av 1200-talet.
Gao Kegong var i tjänst hos Khubilai khan, men ägnade gärna sin tid åt naturromantiska meditationer. Han var den förste av de stora mästare under Yuandynastin som utvecklade landskapsmåleriet. Till en början anslöt han sig till Mi Fei och dennes atmosfäriskt tonmjuka måleri men genomarbetade senare sina arbeten mera i likhet med Li Cheng, Dong Yuan och Juran. Han var föregångare till dem, som under Yuandynastins senare tid frigjorde måleriet från all formalism och i stället betonade tolkningen av inre visioner.